# Floridobia
Floridobia is een geslacht van weekdieren uit de klasse van de Gastropoda (slakken).

## Soort
- Floridobia floridana (Frauenfeld, 1863)